# Positionslaterne

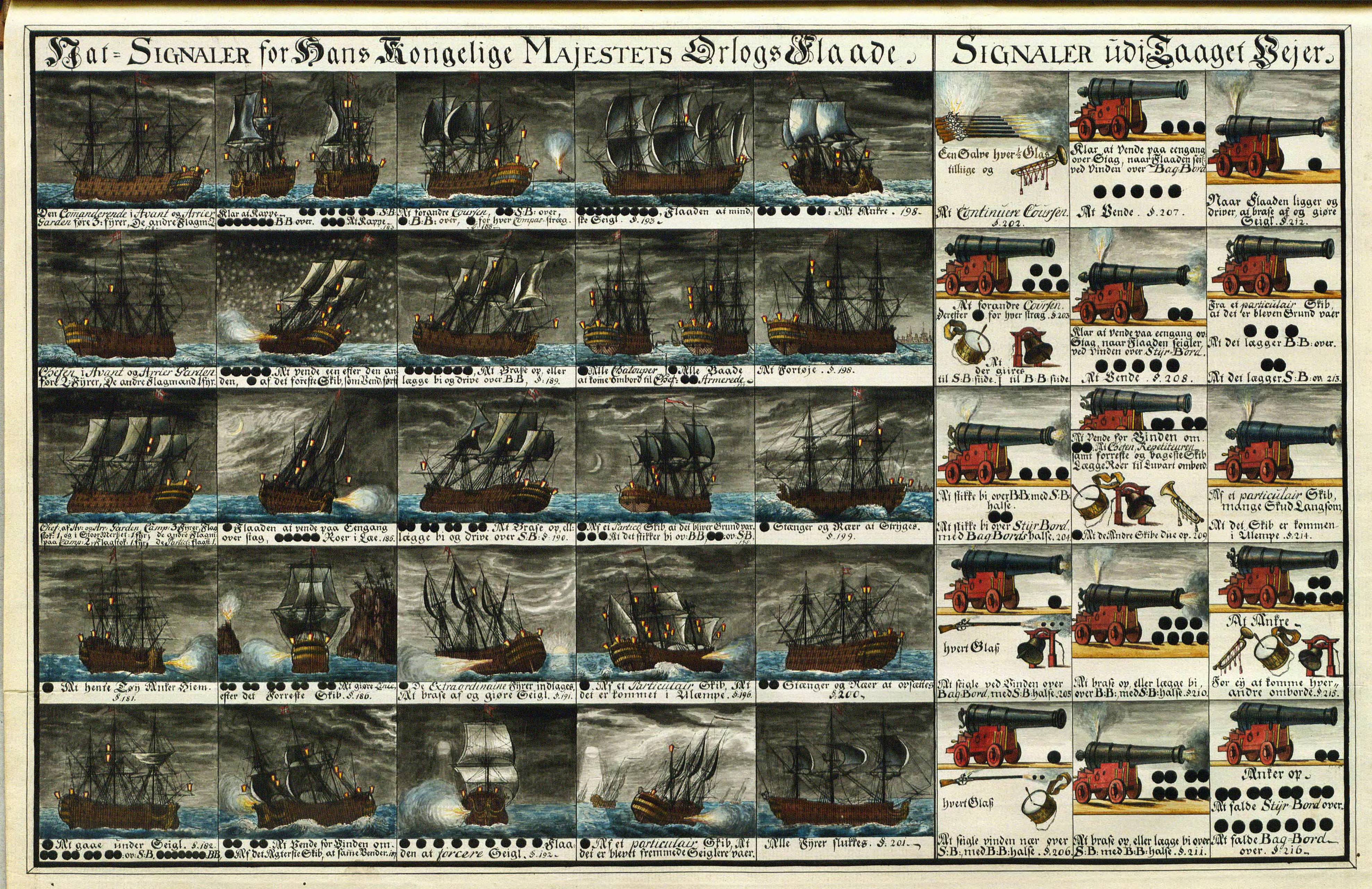
Vorschriften für Lichterführung zur Signalisierung von Warnungen, Rangfolgen und Verhaltensweisen auf dänischen Kriegsschiffen des 18. Jahrhunderts

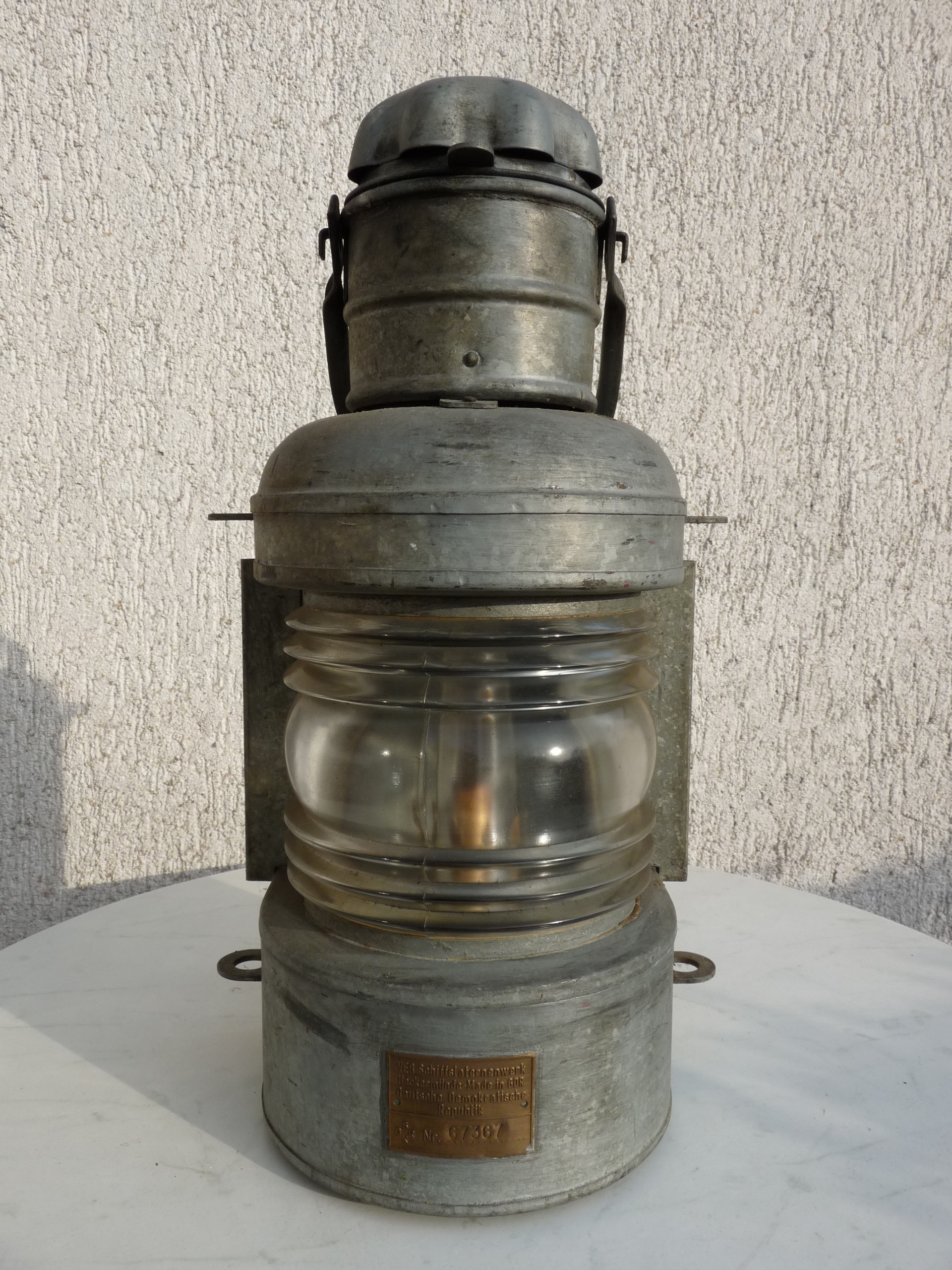
Historische Petroleumschiffslaterne aus der Binnenschifffahrt

Unter einer Positionslaterne oder Schiffslaterne versteht man eine Leuchte an Bord eines Schiffes, die aufgrund ihrer Bauart zur vorgeschriebenen Lichterführung geeignet ist. Diese Schiffslaterne ist ein mit einer Fresnel-Linse eingerichtetes amtlich geprüftes und zertifiziertes Licht, das als Positionslicht oder als Signallicht an Bord gemäß gesetzlichen Bestimmungen zur Lichterführung gezeigt werden muss.

## Aufbau
Das Gehäuse und die Halterung der Laterne an Bord sollten ausreichenden Schutz gegen Seeschlag und andere Witterungseinflüsse besonders im Seebetrieb gewähren. Einer elektrischen, Gas-  oder Petroleum-betriebenen Lampe erzeugt ein Licht von erforderlicher Stärke und Reichweite. Eine Fresnel-Linse sorgt für eine festgelegte vertikale und horizontale Verteilung des Lichts. Die horizontale Verteilung sorgt für den horizontal sichtbaren Sektor. Die Vertikale Verteilung stellt sicher, dass das Licht auch bei schwankendem Schiff dauerhaft sichtbar ist und bündelt das Licht für eine ausreichende Tragweite.
Moderne Lampen sind elektrische betriebene LED-Leuchten. Sie verbrauchen weniger Energie bei hellerem Licht und längerer Lebensdauer.

## Amtliche Prüfung
Das Bundesamt für Seeschifffahrt und Hydrographie ist zuständig für Prüfung und Abnahme der Schiffslaternen. Die Arbeitslichter an Deck sowie die sonstige Außenbeleuchtung eines Schiffes dürfen die Sichtbarkeit der Positions- und Signallichter nicht beeinträchtigen.

## Geschichte
Die farbige Unterscheidung hat sich erst spät, irgendwann im 19. Jahrhundert, entwickelt. Vorher waren die Lichter weiß. Sie dienten auch nur zur Signalisierung oder der Beleuchtung. Ab wann und in welcher Form hier Entwicklungen für eine unterschiedliche Verwendung stattfanden, ist unbekannt. Eine erste schriftliche Erwähnung für die Signalisierung bei Nacht ist für 1474 bekannt. In den Ordonnanz- oder Signalbüchern für Flotten oder Konvoien sind solche Signale in der ganzen europäischen Frühen Neuzeit zu finden. Auf Abbildungen können die Laternen zuerst auf Galeeren im Mittelmeer nachgewiesen werden. Erst um 1600 sind sie auch am Heck von Segelschiffen in Nordeuropa sichtbar. Ein Beispiel einer besonders großen Hecklaterne zeigt das französische Kriegsschiff La Couronne.
Die ersten Navigations- und Kollisionsverhütungsregeln und damit gleichsam auch die Ausrüstungspflicht der Schiffe Großbritanniens mit vorschriftsmäßigen Laternen wurden vom Trinity House 1840 herausgegeben und vom Admiralty Court anerkannt. Für deutsche Schiffe regelte die kaiserliche Verordnung vom 9. Mai 1897 die Bauart, das Anbringen und Führen der Schiffslichter.

## Historische Beispiele

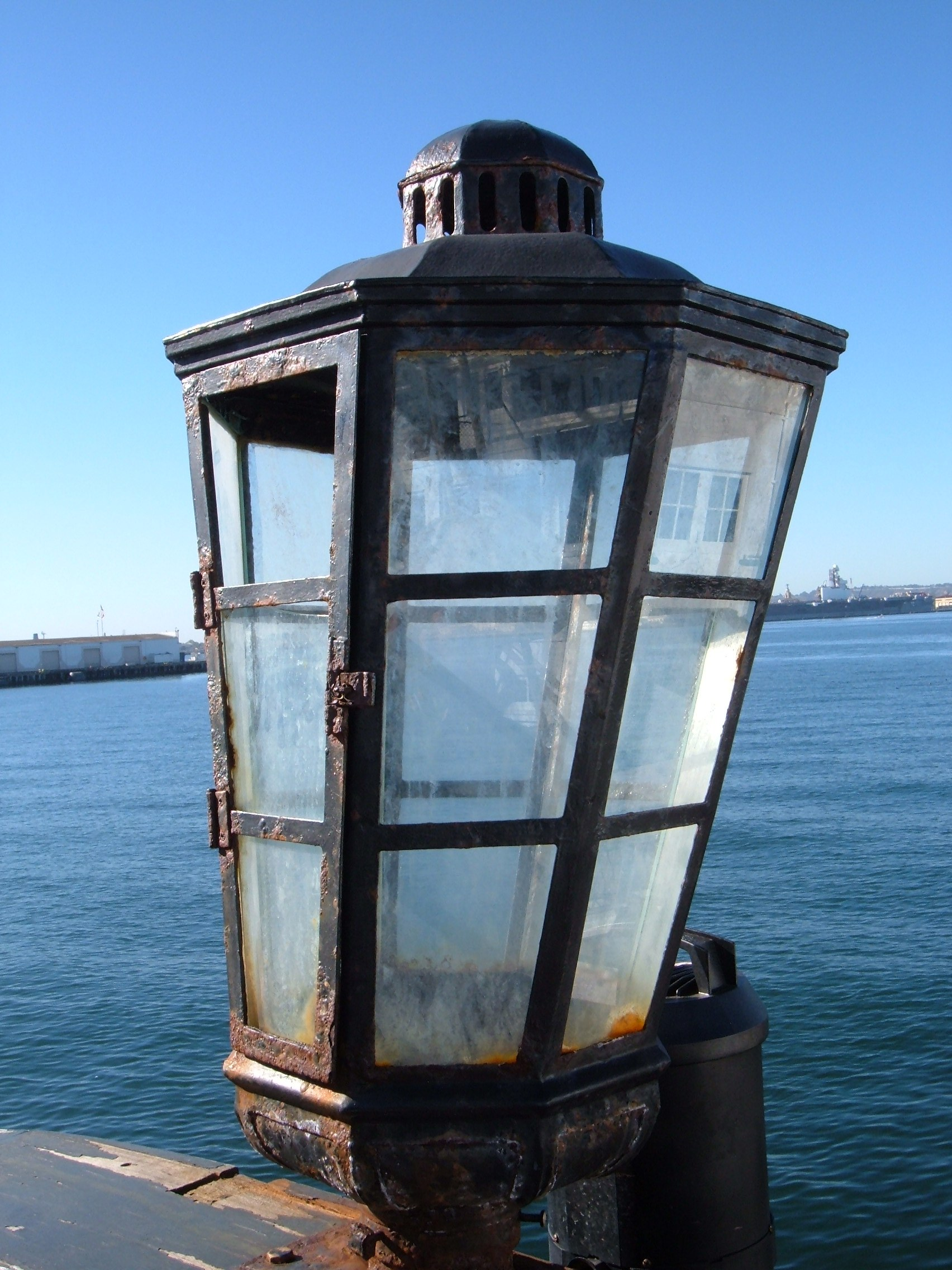
Historisches Hecklicht
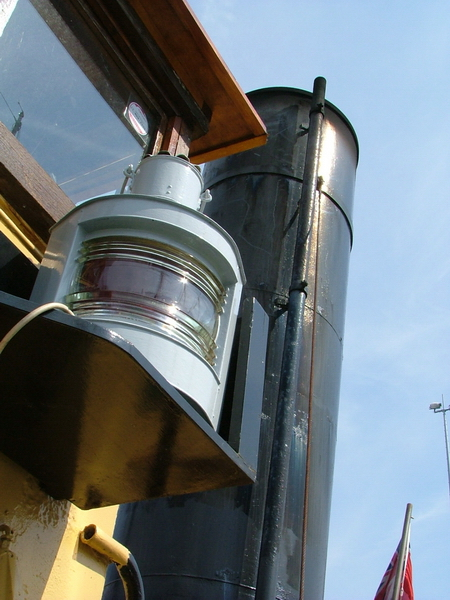
Backbordlicht
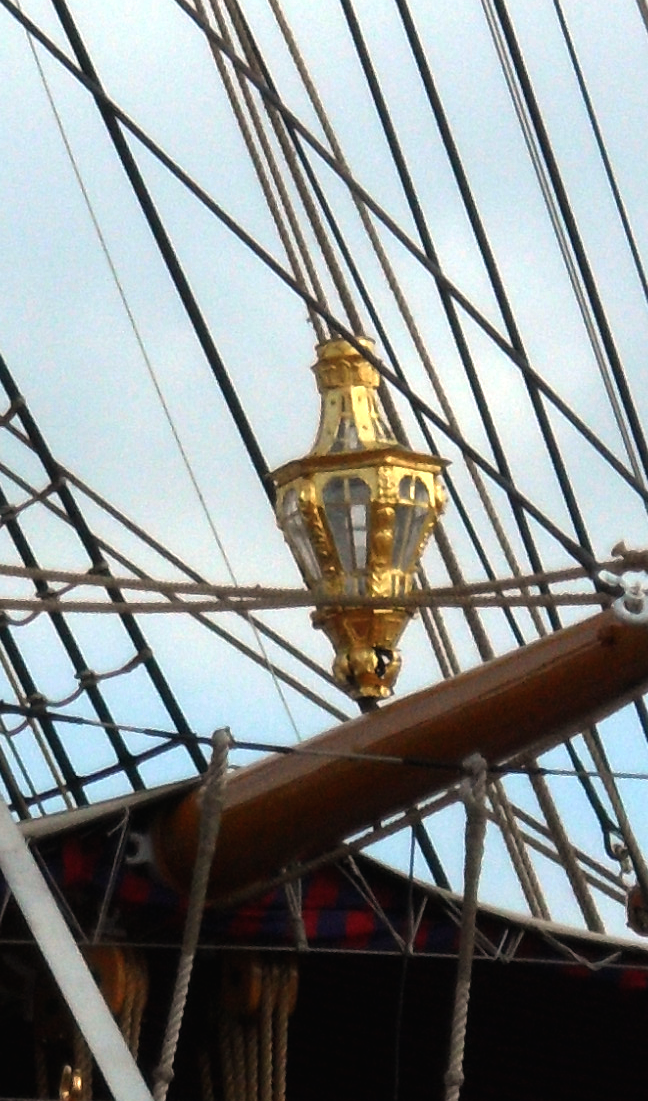
Hecklicht Amerigo Vespucci